# Constanza (Repubblica Dominicana)
Constanza (a volte italianizzato in Costanza) è un comune della Repubblica Dominicana di 58.600 abitanti, situato nella Provincia di La Vega. Comprende, oltre al capoluogo, due distretti municipali: Tireo Arriba e La Sabina.
La città è situata nella parte montagnosa della Repubblica Dominicana, nella regione del Cibao.
Constanza è raggiungibile da La Vega, passando per la cittadina di Jarabacoa, ma ancora più facilmente prendendo lo svincolo dell'Autopista Duarte dopo la città di Bonao.
Constanza è a 1.283 m s.l.m., ed è detta la Svizzera dei Caraibi per il suo clima temperato d'estate e freddo d'inverno, temperatura minima sui 5 °C.
Economicamente, Constanza vive di agricoltura: patata, aglio, floricoltura, fragole, ecc. Tutti questi prodotti sono destinati al mercato interno (soprattutto della capitale) e esterno.